# インフィニ
『インフィニ』（Infini）は、カナダのヘヴィメタル・バンド、ヴォイヴォドが2009年に発表したスタジオ・アルバム。通算15作目で、スタジオ・アルバムとしては12作目に当たる。

## 背景
ヴォイヴォドは2008年、新ギタリストのダン・モングレインとオリジナル・ベーシストのブラッキーを迎えた編成でライヴ活動を再開したが、本作は前作『カトルズ』（2006年）と同様、2005年に死去した"ピギー"ことデニス・ダムールが生前に残したデモ録音を使用して、ジェイソン・ニューステッドが全曲でベースを弾いた。ギター・パートはピギーが録音したままの状態で、サウンドの加工やギターのオーヴァーダブは一切行われていない。
バンドは2009年にリラプス・レコードと契約しており、アメリカ盤は同社からリリースされたが、ドイツでは引き続きニュークリア・ブラストから、日本ではビクターエンタテインメントから発売された。

## 反響・評価
アメリカでの初動売り上げは前作『カトルズ』に及ばず、『ビルボード』のトップ・ヒートシーカーズでは67位であった。
グレッグ・プラトー（Greg Prato）はオールミュージックにおいて5点満点中4点を付け「『Earthache』や『Global Warning』といった曲が証明しているように、彼（ピギー）が最期まで自分のスタイルを貫いてきたことは即座に理解できるだろう」と評している。また、エイドリアン・ベグランド（Adrien Begrand）はポップマターズにおいて10点満点中8点を付け「ダムールのトレードマークである不協音程の中には、常に繊細なメロディックさが隠れており、キリング・ジョークの偉大なギタリスト、ジョーディー・ウォーカーにも匹敵する」と評している。

## 収録曲
全曲とも作詞：スネイク、作曲：ヴォイヴォド。
1. ゴッド・フォーンズ - "God Phones" – 5:07
2. フロム・ザ・ケイヴ - "From the Cave" – 2:54
3. アースエイク - "Earthache" – 3:21
4. グローバル・ウォーニング - "Global Warning" – 4:40
5. ア・ルーム・ウィズ・ア・ヴュー - "A Room with a V.U." – 4:49
6. デストロイ・アフター・リーディング - "Destroy After Reading" – 4:27
7. トレジャー・チェイズ - "Treasure Chase" – 3:37
8. クラップ・レイディオ - "Krap Radio" – 3:45
9. イン・オービット - "In Orbit" – 4:12
10. デスプルーフ - "Deathproof" – 3:35
11. ピラミッドーム - "Pyramidome" – 4:27
12. モルフェウス - "Morpheus" – 5:31
13. ヴォルケイノ - "Volcano" – 7:38

## 参加ミュージシャン
- スネイク（デニス・ベランジェ） - ボーカル
- ピギー（デニス・ダムール） - ギター
- ジェイソニック（ジェイソン・ニューステッド）- ベース、バッキング・ボーカル
- アウェイ（ミシェル・ランジュヴァン） - ドラムス